# 斯普林菲爾德鎮區 (新澤西州伯靈頓縣)
斯普林菲爾德鎮區（英語：Springfield Township）是位於美國新澤西州伯靈頓縣的一個鎮區。

## 地方資料
斯普林菲爾德鎮區的面積為76.58平方千米，當中陸地面積為76.44平方千米，而水域面積為0.14平方千米。根據2020年美國人口普查的數據，當地共有人口3245人，而人口密度為每平方千米42.37人。